# La Revancha del Tango
La Revancha del Tango – debiutancki album grupy Gotan Project, wydany w 2001.
W październiku 2010 roku album otrzymał status złotej płyty przyznany przez BPI za sprzedaż 100,000+ egzemplarzy w Wielkiej Brytanii. Także w Polsce nagrania uzyskały certyfikat złotej płyty.

## Lista utworów
Wszystkie utwory autorstwa: Philippe Cohen Solal, Cristoph H. Müller & Eduardo Makaroff, chyba że podano inaczej.
1. "Queremos Paz" – 5:15
2. "Época" – 4:28
3. "Chunga’s Revenge" (Frank Zappa) – 5:02 (cover ścieżki tytułowej albumu Franka Zappy Chunga’s Revenge z roku 1970)
4. "Tríptico" – 8:26
5. "Santa María (del Buen Ayre)" – 5:57 (wykorzystana w filmie Zatańcz ze mną z Richardem Gere’em i Jennifer Lopez)
6. "Una Música Brutal" – 4:11
7. "El Capitalismo Foráneo" (Philippe Cohen Solal, Cristoph H. Müller, Avelino Flores) – 6:13
8. "Last Tango in Paris" – 5:50 (cover tematu Gato Barbieri z filmu Ostatnie tango w Paryżu z roku 1972)
9. "La del Ruso" – 6:22
10. "Vuelvo al Sur" (Astor Piazzolla, Fernando E. Solanas) – 6:59

## Wykonawcy
- Philippe Cohen Solal
- Christoph H. Müller
- Eduardo Makaroff